# Rev It Up
Rev It Up es el segundo álbum de estudio de la banda estadounidense de hard rock y glam metal Vixen, publicado en 1990 por el sello EMI Records USA. A pesar de continuar con el mismo sonido del disco anterior, no obtuvo mayor difusión en los Estados Unidos, pero sí en el Reino Unido y otros países europeos. Dentro del listado de canciones participaron Ron Keel de la banda Keel, Steve Plunkett de Autograph y la cantautora Diane Warren en la composición de las letras y la música.
Obtuvo el puesto 52 en los Billboard 200 y el lugar 20 en la lista británica UK Albums Chart. En total se extrajeron tres temas como sencillos entre ellos «How Much Love», que alcanzó el puesto 11 en la lista Mainstream Rock Tracks y el lugar 44 en los Billboard Hot 100. Además «Love Is a Killer» obtuvo el puesto 71 en los Billboard Hot 100 y la posición 41 en los UK Singles Chart del Reino Unido.

## Lista de canciones
| N.º | Título                  | Escritor(es)                                           | Duración |  |
| 1.  | «Rev It Up»             | Janet Gardner, Ron Keel, Share Pedersen, Steve Diamond | 5:00     |  |
| 2.  | «How Much Love»         | Jack Conrad, Jan Kuehnemund, Steve Plunkett            | 4:40     |  |
| 3.  | «Love Is a Killer»      | Harry Paress, Roxy Petrucci                            | 4:43     |  |
| 4.  | «Not a Minute Too Soon» | Gardner, Pedersen                                      | 4:26     |  |
| 5.  | «Streets in Paradise»   | Conrad, Kuehnemund, Plunkett                           | 4:32     |  |
| 6.  | «Hard 16»               | Gardner, Pedersen                                      | 4:05     |  |
| 7.  | «Bad Reputation»        | Brian Miku, Kuehnemund, Gardner                        | 4:09     |  |
| 8.  | «Fallen Hero»           | Ralph Carter, Kuehnemund, Gardner                      | 5:17     |  |
| 9.  | «Only a Heartbeat Away» | Gardner, Pedersen                                      | 5:07     |  |
| 10. | «It Wouldn't Be Love»   | Diane Warren                                           | 4:42     |  |
| 11. | «Wrecking Ball»         | Gardner, Pedersen                                      | 5:10     |  |

| Pistas extras en edición japonesa |                                    |                                  |          |  |
| N.º                               | Título                             | Escritor(es)                     | Duración |  |
| 12.                               | «Edge of a Broken Heart» (en vivo) | Richard Marx, Fee Waybill        | 4:53     |  |
| 13.                               | «Cruisin'» (en vivo)               | Kuehnemund, Gardner, Keith Krupp | 5:01     |  |

| Pistas extras en edición remasterizada japonesa 2006 |                                                                 |                                         |          |  |
| N.º                                                  | Título                                                          | Escritor(es)                            | Duración |  |
| 12.                                                  | «Highway to Heartache» (no publicado anteriormente)             | Gardner, Kuehnemund, Pedersen, Petrucci | 3:51     |  |
| 13.                                                  | «I Want You to Rock Me» (en vivo, Daytona Beach, Florida, 1989) | David Cole, Gardner                     | 4:50     |  |

## Músicos
- Janet Gardner: voz, guitarra eléctrica
- Jan Kuehnemund: guitarra eléctrica
- Share Pedersen: bajo
- Roxy Petrucci: batería
- Michael Alemania: teclados (músico de sesión)